# کتابخانه ملی ایرلند
کتابخانه ملی ایرلند (به ایرلندی: Leabharlann Náisiúnta na hÉireann) یک کتابخانه ملی در کشور جمهوری ایرلند است که در شهر دوبلین قرار دارد. مسئولیت کتابخانه با وزارت فرهنگ جمهوری ایرلند است.

مأموریت کتابخانه ملی ایرلند جمع‌آوری، حفظ، ترویج و در دسترس قرار گذاشتن مستند از زندگی ایرلند می‌باشد. این کتابخانه یک کتابخانه مرجع است و به همین دلیل ذخایر خود را قرض نمی‌دهد.

موارد موجود در این کتابخانه شامل کتاب، نشریه دانشگاهی، روزنامه، مجله، نسخه خطی، نقشه، چاپ، رسم، پارتیتور، عکس و انتشارات خصوصی و دولتی می‌شود. کتابخانه دارای نمایشگاه هنری و بایگانی ملی روزنامه‌های ایرلند است. این کتابخانه همچنین مرکز شماره استاندارد بین‌المللی پیایندها در ایرلند است. این کتابخانه همچنین خدمات دیگری از جمله تبارشناسی را ارائه می‌دهد.

## تاریخچه:
ساختمان کتابخانه و همچنین ساختمان خواهر آن موزه ملی ایرلند - باستان شناسی که آن را در جلوی خانه لینستر منعکس می کند، در سال ۱۸۹۰ ساخته شد و با گرانیت لینستر روبرو شد، در حالی که روی سوتری‌های بالایی و برای پانسمان‌های اطراف درها و پنجره ها ماسه سنگ میشی رنگ چارلز از دونگال استفاده شد.

## مجموعه‌ها
کتابخانه ملی ایرلند مجموعه‌ای از مقالات بایگانی اعم از یادداشت‌های شخصی و کتاب‌های نویسندگان برجسته زیر را در خود جای داده است:
- رادی دویل
- شیموس هینی
- مایکل دی هیگینز
- جیمز جویس
- کولم توبین
- ویلیام باتلر ییتس